# Las Casas Altas (Ventosilla y Tejadilla)
Las Casas Altas es una localidad perteneciente al municipio de Ventosilla y Tejadilla, en la provincia de Segovia, comunidad autónoma de Castilla y León, España. Tiene una población de 5 habitantes (INE 2024).

## Historia
Hay yacimientos de la Edad del Bronce y de ocupación romana en el entorno.
El territorio es repoblado durante la Reconquista por la Comunidad de Villa y Tierra de Sepúlveda, quedando encuadrado dentro del Ochavo de Prádena.
En 1559, los municipios de Castroserna de Abajo, Castroserna de Arriba y Ventosilla y Tejadilla redujeron, por orden de Felipe II, su vínculo con el concejo sepulvedano para ser administradas por Gaspar López de Durango. El señorío continuó con los descendientes de este noble y luego pasó a la familia de los Basurto, creando en 1698 el marquesado de Castroserna que perduró hasta 1811. 

## Geografía

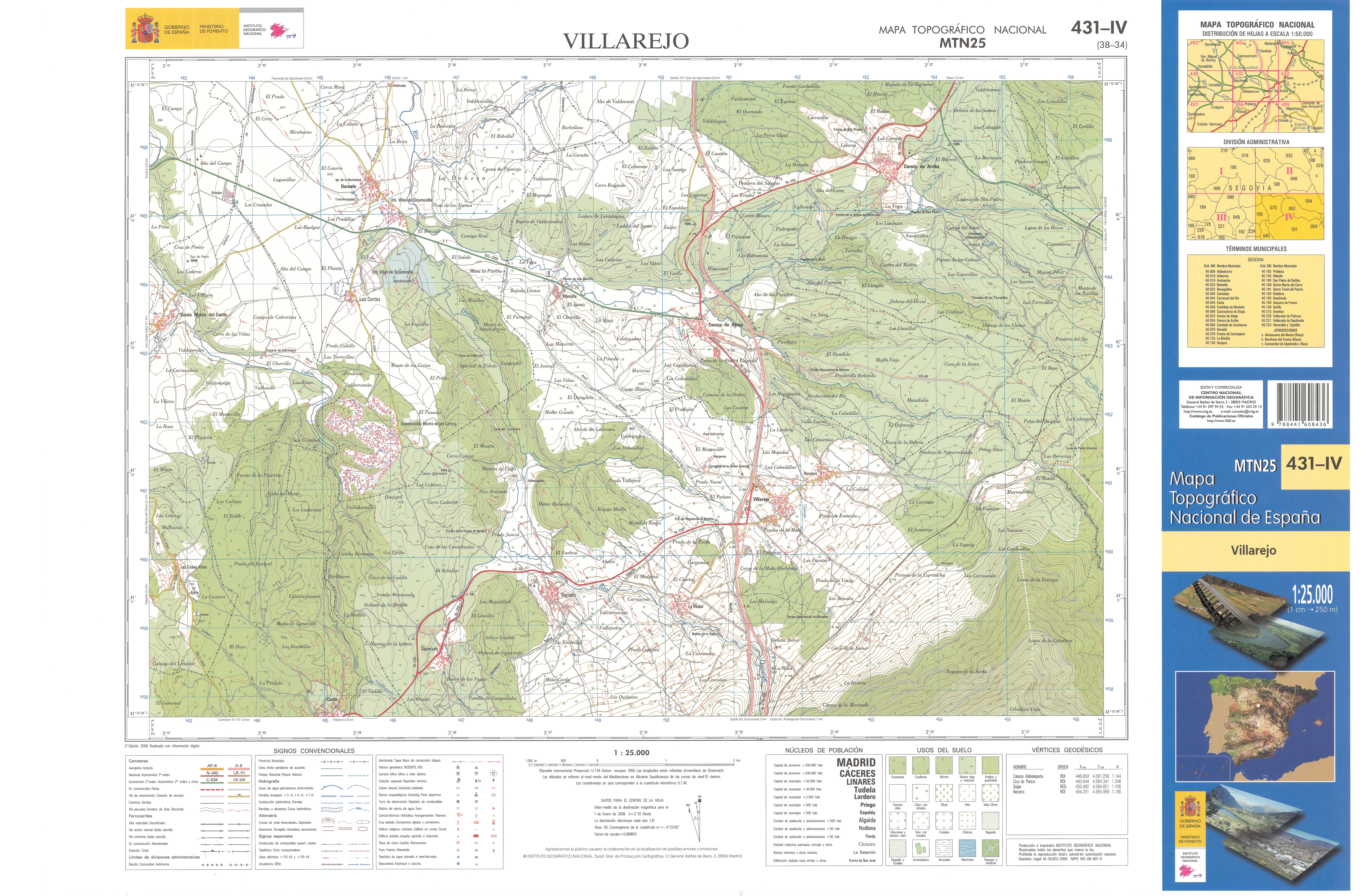
Fragmento de la hoja 431 del Mapa Topográfico Nacional de España de 2008 en el que se representa Las Casas Altas

Como su nombre indica, sus casas están ubicadas en una zona más elevada que los otros barrios del mismo municipio, Tejadilla y Ventosilla sitos a 0,5 y 0,9 kilómetros respectivamente dentro del mismo denso bosque de enebras, a medio camino entre la sierra de Guadarrama y la campiña.
En la localidad se asienta en la carretera SG-V-2344 que conecta la N-110 con la SG-205 en Perorrubio, partiendo aquí de la anterior la SG-V-2345, que comunica con Tejadilla y Ventosilla.

## Demografía
| 5             | 5 | 13 | 11 | 9 | 11 | 8 | 10 | 8 | 8 | 5 | 6 | 5 |
| (Fuente: INE) |   |    |    |   |    |   |    |   |   |   |   |   |

## Cultura

### Patrimonio
- Fuente de las Casas Altas, llamada por los niños La Fuente de los Pajaritos, cuenta con un chupón y tres pilas.
- Bosques de enebros y enebras de alto valor ecológico.
- Arquitectura tradicional típica.[8][9][10]

### Fiestas
- Romería de la Virgen de Tejadilla, el primer domingo de mayo.
- San Roque, el 16 de agosto.
- La Virgen del Rosario y San Bartolomé, el tercer fin de semana de agosto.[9]

### Leyendas
Leyenda fundacional: cuenta que la familia fundadora tenía tres hijas que se llevaban mal, y su padre, para que no pudieran reñir, las colocó tres casas en los tres barrios que ocupa: Ventosilla, Tejadilla y Las Casas Altas.